# Poulpe ocellé
Espèce
La pieuvre ocellée ou poulpe ocellé (Amphioctopus fangsiao) est une espèce de mollusques de la famille des octopodes vivant dans le nord-ouest de l'océan Pacifique.
Synonymes :
- Octopus fangsiao D'Orbigny, 1839–1841 in Férussac & D'Orbigny, 1834–1848 - protonyme
- Octopus ocellatus (Gray, 1849)